# Некрашевич Іван Георгійович
Іва́н Гео́ргійович Некраше́вич — український поет і проповідник другої половини XVIII ст. Народився близько 1742 р. у селі Вишеньки (нині Бориспільського району на Київщині) в родині священика. Закінчив Києво-Могилянську академію, був священиком у рідному селі. Останні відомості про Некрашевича маємо з 1796 р., коли новий київський митрополит призначив його своїм намісником.
Зберігся рукописний збірник кінця XVIII ст. — автограф поетичних творів і проповідей (українською і латинською мовами) І. Некрашевича, описаний у вид.: Перетц В. М. Историко-литературные исследования и материалы. Из истории развития русской поэзии XVIII в. Спб., 1902, т. III, с. 377 — 383. У другій частині цієї праці (Приложения) на с. 152 — 168 надруковано вісім поетичних творів І. Некрашевича за описаним автографом. Цей рукописний збірник знаходиться у Ленінградській державній публічній бібліотеці ім. М. Є. Салтикова-Щедріна під шифром Q. XVII, № 175.
Збірник належав київському археологу Т. В. Кибальчичу. Перші відомості про нього подано у ЗНТШ, 1897, т. XX, с. 1 — 3, де вперше, надруковано п'ять віршів І. Некрашевича: «Письмо… Арсенію Криницькому», три «письма» Іоанну Филиповичу і «Письмо к нікоторим гостям писанноє» (с. З — 10).
Повністю діалоги і поетичні твори І. Некрашевича за автографом і всіма відомими списками опубліковані у вид.: Кістяківська Наталя. Твори Івана Некрашевича, українського письменника XVIII століття (Розвідка й тексти). К., 1929, XXIV + 35 с. (Пам'ятки мови та письменства давньої України, т. II, вип. 1. Сатиричне та побутове письменство XVIII в.).
Вірші Івана Некрашевича є пам'ятками української мови.